# Kytín
Kytín är en ort i Tjeckien.   Den ligger i regionen Mellersta Böhmen, i den centrala delen av landet, 30 km sydväst om huvudstaden Prag. Kytín ligger 436 meter över havet och antalet invånare är 331.
Terrängen runt Kytín är kuperad norrut, men söderut är den platt. Runt Kytín är det ganska tätbefolkat, med 134 invånare per kvadratkilometer. Närmaste större samhälle är Beroun, 16,4 km nordväst om Kytín. I omgivningarna runt Kytín växer i huvudsak blandskog.